# Copa Libertadores da América de 1964
A Copa Libertadores da América de 1964, originalmente denominada Copa dos Campeões da América, foi a quinta edição do torneio de clubes de futebol mais premiado da América do Sul. Pela primeira vez desde sua criação, todos os membros da CONMEBOL foram representados na competição. O Deportivo Italia se tornou o primeiro clube da Venezuela a participar, proporcionando uma performance inesperadamente impressionante após eliminar o Bahia do Brasil na fase preliminar e derrotar o Barcelona de Guayaquil no Equador.
Com base na grande exibição do Boca Juniors na temporada anterior, o futebol argentino conseguiu se colocar no mapa internacional, já que o Independiente conquistou o primeiro título da Argentina. El Diablo Rojo, ou Diabo Vermelho, eliminou o poderoso Santos, que jogou sem as principais estrelas de seu ataque (Dorval, Mengálvio, Coutinho e Pelé, machucado, não jogaram, e Pepe jogou apenas a primeira partida da semifinal). Depois de vencer as duas partidas de sua série semifinal, os argentinos despacharam o Nacional na final. Mario Rodríguez foi um fator importante no triunfo do Independiente e foi o artilheiro do torneio com 6 gols.

## Escândalo em retrospectiva
Em junho de 2014, a TV argentina trouxe à tona gravações telefônicas entre Abel Gnecco, representante argentino no comitê de arbitragem da Conmebol, e o ex-presidente da AFA, Julio Grondona, morto em 2014. Nas escutas telefônicas, Grondona dá a entender ter conspirado com a arbitragem da semifinal entre Santos e Independiente, para que o time brasileiro, que jogou ambas as partidas sem as suas maiores estrelas, não se classificasse. Julio Grondona diz no áudio: "Em 64, quando jogamos contra o Santos, ganhei o (árbitro) Leo Horn, que era holandês, com os dois bandeiras".
Citado no áudio, o neerlandêz era um dos árbitros mais famosos do mundo, tendo arbitrado, entre outros, o Jogo do Século entre Inglaterra e Hungria em 1953. Mas Horn não apitou nenhum dos dois jogos, e sim o inglês Arthur Holland.
Para os ex-jogadores santistas, a escuta foi uma confissão de Grondona: "A arbitragem foi estranha no jogo que fizemos no Rio. (Holland) deixou o Independiente bater à vontade. Nos lances duvidosos, o apito era contra o Santos. Nos contra-ataques, os bandeiras marcavam impedimentos inexistentes contra o Santos, às vezes o árbitro dava uma falta para impedir nosso ataque. São situações não tão claras de interferência da arbitragem, mas que há um prejuízo... Então, não fico surpreso do caso ter sido retomado", disse o ex-atleta do Santos, Lima.
No entanto, a crônica do dia seguinte à partida do jornal carioca Jornal dos Sports alegou que o Independiente "cansou de perder gols feitos" e o juiz não deu um pênalti claríssimo a favor dos argentinos.
A última partida entre os dois times em Buenos Aires também transcorreu de maneira igualmente controversa, terminando com a vitória do time argentino por 2 a 1, com dois gols supostamente impedidos. Novamente, a crônica da época do Jornal dos Sports descreveu a arbitragem como "correta" e a vitória do Independiente como merecida.

## Equipes classificadas
| Associação                        | Equipe                 | Classificação                                   | Fase            |
| --------------------------------- | ---------------------- | ----------------------------------------------- | --------------- |
| Argentina · (1 vaga)              | Independiente          | Campeão do Campeonato Argentino de 1963         | Fase de grupos  |
| Bolívia · (1 vaga)                | Aurora                 | Campeão do Campeonato Boliviano de 1963         | Fase de grupos  |
| Brasil · (1 vaga + atual campeão) | Santos                 | Campeão da Copa Libertadores da América de 1963 | Semifinais      |
| Brasil · (1 vaga + atual campeão) | Bahia                  | Vice-campeão do Campeonato Brasileiro de 1963   | Fase preliminar |
| Chile · (1 vaga)                  | Colo-Colo              | Campeão do Campeonato Chileno de 1963           | Fase de grupos  |
| Colômbia · (1 vaga)               | Millonarios            | Campeão do Campeonato Colombiano de 1963        | Fase de grupos  |
| Equador · (1 vaga)                | Barcelona de Guayaquil | Campeão do Campeonato Equatoriano de 1963       | Fase de grupos  |
| Paraguai · (1 vaga)               | Cerro Porteño          | Campeão do Campeonato Paraguaio de 1963         | Fase de grupos  |
| Peru · (1 vaga)                   | Alianza Lima           | Campeão do Campeonato Peruano de 1963           | Fase de grupos  |
| Uruguai · (1 vaga)                | Nacional               | Campeão do Campeonato Uruguaio de 1963          | Fase de grupos  |
| Venezuela · (1 vaga)              | Deportivo Italia       | Campeão do Campeonato Venezuelano de 1963       | Fase preliminar |

## Formato
Esta edição viu voltar a fase preliminar de 1961. A primeira fase foi uma fase de grupos com três grupos de três equipe, e o melhor de cada grupo se classificaria para a próxima fase. O formato para as semifinais e as finais permaneceu o mesmo da temporada anterior, com a manutenção do campeão vigente entrando diretamente nas semifinais.
Em cada fase do torneio, as equipes recebiam dois pontos por vitória, um ponto por empate e nenhum ponto por derrota. Se duas ou mais equipes estivessem empatadas em pontos, o seguinte critério era aplicado para determinar a classificação na fase de grupos:
1. um playoff de um jogo;
2. maior saldo de gols;
3. sorteio.

## Fase preliminar
Devido ao número ímpar de equipes na competição, uma rodada preliminar foi recriada para determinar quem se juntaria às outras 9 equipes na competição. Como era um lado "fraco" predominante, o representante da Venezuela enfrentou o segundo representante do Brasil. O vencedor da série avançaria para a fase de grupos. Ambas as partidas aconteceram em Caracas.
| Time             | Pts | J | V | E | D | GP | GC | SG |
| ---------------- | --- | - | - | - | - | -- | -- | -- |
| Deportivo Italia | 3   | 2 | 1 | 1 | 0 | 2  | 1  | +1 |
| Bahia            | 1   | 2 | 0 | 1 | 1 | 1  | 2  | -1 |

| 3 de abril | Deportivo Italia | 0 – 0 | Bahia | Caracas                           |
|            |                  |       |       | Árbitro: BRA Olten Ayres de Abreu |

| 8 de abril | Bahia    | 1 – 2 | Deportivo Italia         | Caracas                     |  |
|            | Vevé 54' |       | Jayme 52' · Iranildo 80' | Árbitro: PER Carlos Riveros |  |

## Fase de grupos
Nove times foram sorteados em grupos de três. Em cada grupo, os times jogaram uns contra os outros em casa e fora. O melhor time de cada grupo avançou para as semifinais. O Santos, detentor do título, teve um descanso (bye) para a próxima fase.

### Grupo 1
| Equipe        | Pts | J | V | E | D | GP | GC | SG  |
| ------------- | --- | - | - | - | - | -- | -- | --- |
| Nacional      | 7   | 4 | 3 | 1 | 0 | 9  | 2  | +7  |
| Cerro Porteño | 4   | 4 | 1 | 2 | 1 | 11 | 6  | +5  |
| Aurora        | 1   | 4 | 0 | 1 | 3 | 2  | 14 | -12 |

| 12 de abril | Aurora                   | 2 – 2 | Cerro Porteño        | Cochabamba                   |  |
|             | Herbas 39' · Alcócer 59' |       | Mora 78' · Rojas 85' | Árbitro: ARG Miguel Comesaña |  |

| 19 de abril | Nacional         | 2 – 0 | Aurora | Montevidéu                      |  |
|             | Abeledo 40', 67' |       |        | Árbitro: BRA Eunápio de Queiróz |  |

| 26 de abril | Cerro Porteño | 2 – 2 | Nacional                  | Assunção                      |  |
|             | Mora 46', 50' |       | Méndez 36' · Oyarbide 55' | Árbitro: CHI Adolfo Reginatto |  |

| 3 de maio | Aurora | 0 – 3 | Nacional                             | Cochabamba                                                                |  |
|           |        |       | Bergara 51' · Pérez 87' · Acosta 88' | Estádio: Félix Capriles Público: 18 000 Árbitro: PER Alberto Tejada Burga |  |

| 10 de maio | Nacional                | 2 – 0 | Cerro Porteño | Montevidéu                  |  |
|            | Bergara 17' · Pérez 69' |       |               | Árbitro: ARG Ángel Coerezza |  |

| 17 de maio | Cerro Porteño                                                                 | 7 – 0 | Aurora | Assunção                     |  |
|            | P. Rojas 32', 41' · Mora 50', 69' · B. Rojas 76' · Breglia 77' · J. Rojas 83' |       |        | Árbitro: ARG Miguel Comesaña |  |

### Grupo 2
| Equipe        | Pts | J | V | E | D | GP | GC | SG  |
| ------------- | --- | - | - | - | - | -- | -- | --- |
| Independiente | 7   | 4 | 3 | 1 | 0 | 11 | 3  | +10 |
| Millonarios   | 4   | 4 | 2 | 0 | 2 | 6  | 10 | -4  |
| Alianza Lima  | 1   | 4 | 0 | 1 | 3 | 5  | 11 | -6  |

| 7 de maio | Millonarios          | 3 – 2 | Alianza Lima          | Bogotá                     |  |
|           | Gamboa 30', 53', 86' |       | León 8' · Zegarra 70' | Árbitro: CHI Carlos Robles |  |

| 31 de maio | Independiente                                     | 4 – 0 | Alianza Lima | Avellaneda                                               |  |
|            | Savoy 4' · Rodríguez 35' · Rolán 40' · Suárez 88' |       |              | Estádio: La Doble Visera Árbitro: PAR José Dimas Larrosa |  |

| 4 de junho | Alianza Lima  | 2 – 2 | Independiente         | Avellaneda                                           |  |
|            | León 24', 82' |       | Savoy 42', 60' (pen.) | Estádio: El Cilindro Árbitro: PAR José Dimas Larrosa |  |

| 7 de junho | Independiente                                    | 5 – 1 | Millonarios | Avellaneda                                          |  |
|            | Suárez 30', 47' · Rodríguez 33', 74' · Savoy 63' |       | Parodi 7'   | Estádio: La Doble Visera Árbitro: CHI Carlos Robles |  |

| 28 de junho | Alianza Lima | 1 – 2 | Millonarios              | Bogotá                                         |  |
|             | Tenemás 66'  |       | Klinger 25' · Gamboa 78' | Estádio: El Campín Árbitro: URU Esteban Marino |  |

| 8 de julho não disputada | Millonarios | – | Independiente | Bogotá |  |
|                          |             |   |               |        |  |

### Grupo 3
| Equipe                 | Pts | J | V | E | D | GP | GC | SG |
| ---------------------- | --- | - | - | - | - | -- | -- | -- |
| Colo-Colo              | 6   | 4 | 3 | 0 | 1 | 9  | 7  | +2 |
| Barcelona de Guayaquil | 4   | 4 | 2 | 0 | 2 | 9  | 4  | +5 |
| Deportivo Italia       | 2   | 4 | 1 | 0 | 3 | 2  | 9  | -7 |

| 3 de maio | Barcelona de Guayaquil | 0 – 1 | Deportivo Italia | Guayaquil                  |  |
|           |                        |       | Zequinha 83'     | Árbitro: CHI Carlos Robles |  |

| 7 de maio | Colo-Colo                                           | 4 – 0 | Deportivo Italia | Santiago                    |  |
|           | Valdés 53' · Álvarez 66' · Moreno 86' · Roberto 89' |       |                  | Árbitro: PER Carlos Riveros |  |

| 13 de maio | Barcelona de Guayaquil | 2 – 3 | Colo-Colo                              | Guayaquil                   |  |
|            | Nivaldo 64', 76'       |       | Roberto 31' · Álvarez 55' · Valdés 59' | Árbitro: PER Carlos Riveros |  |

| 17 de maio | Deportivo Italia | 1 – 2 | Colo-Colo               | Caracas                         |  |
|            | Jayme 54'        |       | Roberto 3' · Moreno 25' | Árbitro: ANT Walter van Rosberg |  |

| 24 de maio | Deportivo Italia | 0 – 3 | Barcelona de Guayaquil                   | Caracas                         |  |
|            |                  |       | Calderón 48' · Geninho 72' · Nivaldo 88' | Árbitro: ANT Walter van Rosberg |  |

| 28 de maio | Colo-Colo | 0 – 4 | Barcelona de Guayaquil                     | Santiago                        |  |
|            |           |       | Nivaldo 29', 80' · Hélio 59' · Geninho 82' | Árbitro: URU José María Codesal |  |

## Fase final

### Confrontos
|  | Semifinais    | Semifinais    | Semifinais    | Semifinais    | Semifinais |   |          | Final    | Final | Final | Final | Final |  |
|  |               |               |               |               |            |   |          |          |       |       |       |       |  |
|  | Colo-Colo     | Colo-Colo     | 2             | 2             | 4          |   |          |          |       |       |       |       |  |
|  | Colo-Colo     | Colo-Colo     | 2             | 2             | 4          |   |          |          |       |       |       |       |  |
|  | Nacional      | Nacional      | 4             | 4             | 8          |   |          |          |       |       |       |       |  |
|  | Nacional      | Nacional      | 4             | 4             | 8          |   | Nacional | Nacional | 0     | 0     | 0     |       |  |
|  |               |               |               |               |            |   | Nacional | Nacional | 0     | 0     | 0     |       |  |
|  |               |               | Independiente | Independiente | 0          | 1 | 1        |          |       |       |       |       |  |
|  | Santos        | Santos        | Independiente | Independiente | 0          | 1 | 1        | 2        | 1     | 3     |       |       |  |
|  | Santos        | Santos        |               |               |            |   |          |          |       | 3     |       |       |  |
|  | Independiente | Independiente | 3             | 2             | 5          |   |          |          |       |       |       |       |  |

### Semifinais
Quatro equipes foram sorteadas em dois grupos: os três melhores colocados de cada grupo da fase anterior mais o campeão do ano pregresso, o Santos. Em cada grupo, as equipes jogaram umas contra as outras em casa e fora. A melhor equipe de cada grupo avançou para a final.

#### Grupo A
| Time          | Pts | J | V | E | D | GP | GC | SG |
| ------------- | --- | - | - | - | - | -- | -- | -- |
| Independiente | 4   | 2 | 2 | 0 | 0 | 5  | 3  | +2 |
| Santos        | 0   | 2 | 0 | 0 | 2 | 3  | 5  | -2 |

| 15 de julho | Santos                   | 2 – 3 | Independiente                           | Rio de Janeiro                                                |  |
|             | Pepe 25' · Guerreiro 35' |       | Rodríguez 43' · Bernao 45' · Suárez 89' | Estádio: Maracanã Público: 80 000 Árbitro: ING Arthur Holland |  |

| 22 de julho | Independiente            | 2 – 1 | Santos        | Avellaneda                                                           |  |
|             | Mori 37' · Rodríguez 68' |       | Guerreiro 38' | Estádio: La Doble Visera Público: 60 000 Árbitro: ING Arthur Holland |  |

#### Grupo B B
| Time      | Pts | J | V | E | D | GP | GC | SG |
| --------- | --- | - | - | - | - | -- | -- | -- |
| Nacional  | 4   | 2 | 2 | 0 | 0 | 8  | 4  | +4 |
| Colo-Colo | 0   | 2 | 0 | 0 | 2 | 4  | 8  | -4 |

| 15 de julho | Colo-Colo               | 2 – 4 | Nacional                                      | Santiago                                                  |  |
|             | Baeza 62' · Álvarez 77' |       | Sanfilippo 6', 72' · Leites 44' · Douksas 86' | Estádio: Nacional Público: 41 280 Árbitro: ING Jim Finney |  |

| 1 de agosto | Nacional                                  | 4 – 2 | Colo-Colo                | Montevidéu                                                    |  |
|             | Douksas 11' · Jaburú 17', 44' · Pérez 76' |       | Jiménez 28' · Valdés 54' | Estádio: Centenario Público: 55 000 Árbitro: ING Kevin Howley |  |

## Final
| Time          | Pts | J | V | E | D | GP | GC | SG |
| ------------- | --- | - | - | - | - | -- | -- | -- |
| Independiente | 3   | 2 | 1 | 1 | 0 | 1  | 0  | +1 |
| Nacional      | 1   | 2 | 0 | 1 | 1 | 0  | 1  | -1 |

| 6 de agosto | Nacional | 0 – 0 | Independiente | Montevidéu                                                |
|             |          |       |               | Estádio: Centenario Público: 60 000 Árbitro: HOL Leo Horn |

| 12 de agosto | Independiente | 1 – 0 | Nacional | Avellaneda                                          |  |
|              | Rodríguez 35' |       |          | Estádio: La Doble Visera Árbitro: PAR Dimas Larrosa |  |

### Premiação
| Copa Libertadores da América de 1964 |
| ------------------------------------ |
| Independiente Campeão (1º título)    |

## Estatísticas

### Classificação geral
| Independiente                | 12 | 7 | 5 | 2 | 0 | 17 | 6  | +11 |
| Vice-campeão                 |    |   |   |   |   |    |    |     |
| Nacional                     | 12 | 8 | 5 | 2 | 1 | 17 | 7  | +10 |
| Eliminados nas semifinais    |    |   |   |   |   |    |    |     |
| Colo-Colo                    | 6  | 4 | 3 | 0 | 3 | 13 | 15 | -2  |
| Santos                       | 0  | 2 | 0 | 0 | 2 | 3  | 5  | -2  |
| Eliminados na fase de grupos |    |   |   |   |   |    |    |     |
| Deportivo Italia             | 5  | 6 | 2 | 1 | 3 | 4  | 10 | -6  |
| Barcelona de Guayaquil       | 4  | 4 | 2 | 0 | 2 | 9  | 4  | +5  |
| Millonarios                  | 4  | 3 | 2 | 0 | 1 | 6  | 8  | -2  |
| Cerro Porteño                | 4  | 4 | 1 | 2 | 1 | 11 | 6  | +5  |
| Alianza Lima                 | 1  | 4 | 0 | 1 | 3 | 5  | 11 | –6  |
| Aurora                       | 1  | 4 | 0 | 1 | 3 | 2  | 14 | –12 |
| Eliminado na fase preliminar |    |   |   |   |   |    |    |     |
| Bahia                        | 1  | 2 | 0 | 1 | 1 | 1  | 2  | –1  |

### Artilheiros
| Pos | Jogador             | Equipe                 | Gols |
| --- | ------------------- | ---------------------- | ---- |
| 1   | Celino Mora         | Cerro Porteño          | 6    |
| 1   | Mario Rodríguez     | Independiente          | 6    |
| 3   | Nivaldo             | Barcelona de Guayaquil | 5    |
| 4   | Delio Gamboa        | Millonarios            | 4    |
| 4   | Luis Eduardo Suárez | Independiente          | 4    |
| 4   | Raúl Savoy          | Independiente          | 4    |